# Тракс
Тракс — изобретённая в 1980 году Давидом Смитом абстрактная стратегическая игра для двух игроков, основными объектами которой являются циклы и линии 
В игре имеется множество одинаковых квадратных плиток, на обеих сторонах которых находятся две разноцветные линии (например, красная и белая), причём на одной стороне они соединяют противоположные стороны (пересекаясь), а на другой — сопряжённые (не пересекаясь).

## История
Траксы были изобретены в 1980 году и впервые получили известность в 1982 году в США. Изначально плитки были из красного картона, а линии были белого и чёрного цветов. С приходом популярности к игре стали использоваться плитки из плотного пластика. Изменение цветовой гаммы на современную произошло в 2005 году.
Несменяемым мировым чемпионом по игре в Тракс является Дональд Бейли — профессор Massey University в  Новой Зеландии. За исключением поражения в финале в 1994 году, он выиграл все мировые первенства начиная с 1990 года.

## Процесс игры
Игроки поочерёдно добавляют плитки по соседству к уже имеющимися на игровом поле: исключение — первый ход, когда первый игрок кладёт плитку любой стороной на игральное поле.
Цель игры — замкнуть линию своего цвета раньше противника.
Плитки можно ставить только так, чтобы соединялись линии одного цвета. Если после хода появилась незаполненная клетка, которая может быть заполнена единственным образом, то на это место ставится плитка вне очереди: говорят, что она была вызвана. При этом возможно снова образование полей, которые могут быть заполнены единственным образом, и процесс продолжается, пока таких клеток не останется. Нетрудно заметить, что если у пустой клетки уже есть три соседа, то плитка может быть выставлена единственным образом, и потому должна быть вызвана.

## Внешние ссылки
- Правила игры в «Тракс»
- Trax at Colour of Strategy
- Бесплатная игра на  Boardspace.net[англ.]
- Бесплатная книга о «Тракс» с игровыми примерами